# Todd Witsken
Todd Witsken (Indianapolis, 4 novembre 1963 – Zionsville, 25 maggio 1998) è stato un tennista statunitense.

## Biografia
In carriera vinse 12 titoli di doppio. Nei tornei del Grande Slam ottenne il suo miglior risultato raggiungendo le semifinali di doppio agli US Open nel 1988, in coppia con il messicano Jorge Lozano.
Morto a soli 34 anni per un tumore al cervello, è stato lo zio di un altro tennista, Ben Shelton.

## Statistiche

### Doppio

#### Vittorie (12)
| Numero | Anno | Torneo                                                   | Superficie  | Compagno          | Avversari in finale              | Punteggio     |
| 1.     | 1988 | WCT Tournament of Champions, Forest Hills                | Terra rossa | Jorge Lozano      | Pieter Aldrich Danie Visser      | 6–3, 7–6      |
| 2.     | 1988 | Internazionali d'Italia, Roma                            | Terra rossa | Jorge Lozano      | Anders Järryd Tomáš Šmíd         | 6–3, 6–3      |
| 3.     | 1988 | U.S. Pro Tennis Championships, Boston                    | Terra rossa | Jorge Lozano      | Bruno Orešar Jaime Yzaga         | 6–2, 7–5      |
| 4.     | 1988 | ATP Volvo International, Stratton Mountain               | Cemento     | Jorge Lozano      | Pieter Aldrich Danie Visser      | 6–3, 7–6      |
| 5.     | 1989 | ATP Rio de Janeiro, Rio de Janeiro                       | Sintetico   | Jorge Lozano      | Patrick McEnroe Tim Wilkison     | 2–6, 6–4, 6–4 |
| 6.     | 1989 | Swiss Open Gstaad, Gstaad                                | Terra rossa | Cássio Motta      | Petr Korda Milan Šrejber         | 6–4, 6–3      |
| 7.     | 1989 | Canada Open, Montréal                                    | Cemento     | Kelly Evernden    | Charles Beckman Shelby Cannon    | 6–3, 6-3      |
| 8.     | 1989 | Stockholm Open, Stoccolma                                | Sintetico   | Jorge Lozano      | Rick Leach Jim Pugh              | 6–3, 5–7, 6–3 |
| 9.     | 1991 | Hong Kong Open, Hong Kong                                | Cemento     | Patrick Galbraith | Glenn Michibata Robert Van't Hof | 6–2, 6–4      |
| 10.    | 1991 | BMW Open, Monaco di Baviera                              | Terra rossa | Patrick Galbraith | Anders Järryd Danie Visser       | 7-5, 6-4      |
| 11.    | 1991 | Canada Open, Montréal                                    | Cemento     | Patrick Galbraith | Grant Connell Glenn Michibata    | 6–4, 3–6, 6–1 |
| 12.    | 1992 | Lipton International Players Championships, Key Biscayne | Cemento     | Ken Flach         | Kent Kinnear Sven Salumaa        | 6–4, 6–3      |